# Heinrich Heppe
Heinrich Ludwig Julius Heppe (Kassel, 1820. március 30. – Marburg, 1879. július 25.) német protestáns teológus.

## Életútja
A marburgi egyetemen végezte teológiai tanulmányait, ugyanitt nyert tanári képesítést 1844-ben. Szülővárosában segédlelkész volt, majd ugyanott lett 1850-ben rendkívüli, 1864-ben rendes teológiai tanár. Egyik főérdeme azon kitartó harc, melyet Vilmar és hívei papuralmi és túlzó lutheri iránya ellen folytatott. Művei leginkább a reformáció történetével foglalkoznak.

## Művei
- Die 15 Marburger Artikel vom 3. Okt. 1529, nach dem wiederaufgefundenen Autographon der Reformatoren verüffentlicht (1847)
- Geschichte der Hessischen Generalsynode von 1568-82. (1847-48, 2 köt.)
- Die Restauration des Katholicismus in Fulda (1850)
- Dei confessionelle Entwickelung der altprot. Kirche Deutschlands (1858)
- Geschichte des deutschen Protestantismus (2. kiad. 1865-66, 4 köt.)
- Kogmatik des deutschen Protestantismus im 16-ten Jahrhundert (1857, 3 köt.)
- Geschichte d. deutschen Volksschulwesens (1857-1859, 5 köt.)
- Theodor Beza, leben u. ausgewählte Schriften (1861)
- Philipp Melanchton, der Lehrer Deutschlands (1867)
- Zur Geschichte der evangel. Kirche Rheinlands u. Westfalens (1867-70, 2 köt.)
- Geschichte der theologischen Facultät zu Marburg (1873)
- Dei presbyteriale Synodalverfassung d. evang. Kirche in Norddeutschland (2. kiad. 1874)
- Geschichte der queitistischen Mystik in der katolischen Kirche (1875)
- Kirchengeschichte beider Hessen (1876-78, 2 köt.)
- Neubearbeitung von Soldans Gescichte der Hexenprocesse (1880, 2 köt.)